# Гинько, Виктор Гордеевич
Виктор Гордеевич Гинько (бел. Віктар Гардзеевіч Гінько; род. 7 декабря 1965, Шарковщина, Витебская область) — советский и белорусский легкоатлет, специалист по спортивной ходьбе. Выступал за сборную Белоруссии по лёгкой атлетике в 1990-х и 2000-х годах, призёр Кубков мира и Европы, многократный победитель и призёр первенств национального значения, участник двух летних Олимпийских игр. Мастер спорта СССР международного класса. Старший тренер сборной Белоруссии по спортивной ходьбе.

## Биография
Виктор Гинько родился 7 декабря 1965 года в городском посёлке Шарковщина Витебской области Белорусской ССР.
С 1976 года занимался спортом в местной детско-юношеской спортивной школе, проходил подготовку под руководством тренера Григория Александровича Сапсона. В 1979 году вместе с тренером переехал на постоянное жительство в Витебск, где учился в школе-интернате спортивного профиля и выступал в соревнованиях по бегу. Через некоторое время сконцентрировался на спортивной ходьбе, был подопечным тренеров Николая Константиновича Снесарева и Владимира Николаевича Ахременко. Тренировался в одной группе с такими известными белорусскими легкоатлетами как Владимир Котов и Александр Поташёв. В 1982 году выиграл первенство СССР среди юношей, в 1983 году стал серебряным призёром юниорского первенства СССР.
В середине 1980-х годов в связи со службой в армии вынужден был прервать спортивную карьеру, затем состоял в Спортивном клубе армии в Минске, перешёл к тренеру Станиславу Эдуардовичу Шапечко.
Впервые заявил о себе на взрослом уровне в сезоне 1990 года, когда в ходьбе на 50 км выиграл чемпионат Вооруженных Сил СССР и выполнил норматив мастера спорта международного класса.
В 1991 занял четвёртое место на чемпионате страны в рамках X летней Спартакиады народов СССР в Киеве.
В 1992 году в дисциплине 30 км выиграл бронзовую медаль на открытом зимнем чемпионате СНГ по спортивной ходьбе в Сочи.
В 1993 году в ходьбе на 30 км получил серебро на открытом зимнем чемпионате России по спортивной ходьбе в Адлере, в ходьбе на 50 км стал чемпионом Белоруссии, в составе белорусской национальной сборной стартовал на Кубке мира в Монтеррее, занял 11-е место на чемпионате мира в Штутгарте.
На чемпионате Европы 1994 года в Хельсинки во время прохождения дистанции в 50 км был дисквалифицирован.
В 1995 году победил на чемпионате Белоруссии в ходьбе на 20 км, в то время как в дисциплине 50 км финишировал шестым на Кубке мира в Пекине, получил дисквалификацию на чемпионате мира в Гётеборге.
Благодаря череде удачных выступлений удостоился права защищать честь страны на летних Олимпийских играх 1996 года в Атланте. В программе ходьбы на 50 км показал результат 3:45:27, расположившись в итоговом протоколе соревнований на пятой строке.
На Кубке мира 1997 года в Подебрадах занял 12-е место в личном зачёте 50 км и тем самым помог своим соотечественникам выиграть бронзовые медали мужского командного зачёта. На чемпионате мира в Афинах сошёл с дистанции.
В 1998 году на Кубке Европы в Дудинце был восьмым и вторым в личном и командном зачётах соответственно.
В 1999 году стал седьмым на Кубке мира в Мезидон-Канон, тогда как на чемпионате мира в Севилье не финишировал.
В 2000 году представлял Белоруссию на Олимпийских играх в Сиднее, в дисциплине 50 км был дисквалифицирован.
В 2001 году показал седьмой результат на Кубке Европы в Дудинце.
В 2002 году занял 18-е место на Кубке мира в Турине.
В 2003 году показал 19-й результат на Кубке Европы в Чебоксарах.
На Кубке мира 2004 года в Наумбурге сошёл с дистанции.
В 2005 году занял 12-е место на Кубке Европы в Мишкольце, был дисквалифицирован на чемпионате мира в Хельсинки.
В 2006 году занял 64-е место в ходьбе на 20 км на Кубке мира в Ла-Корунье.
Завершил спортивную карьеру по окончании сезона 2010 года.
Впоследствии проявил себя на тренерском поприще, старший тренер сборной Белоруссии по спортивной ходьбе.